# Rio Abaeté

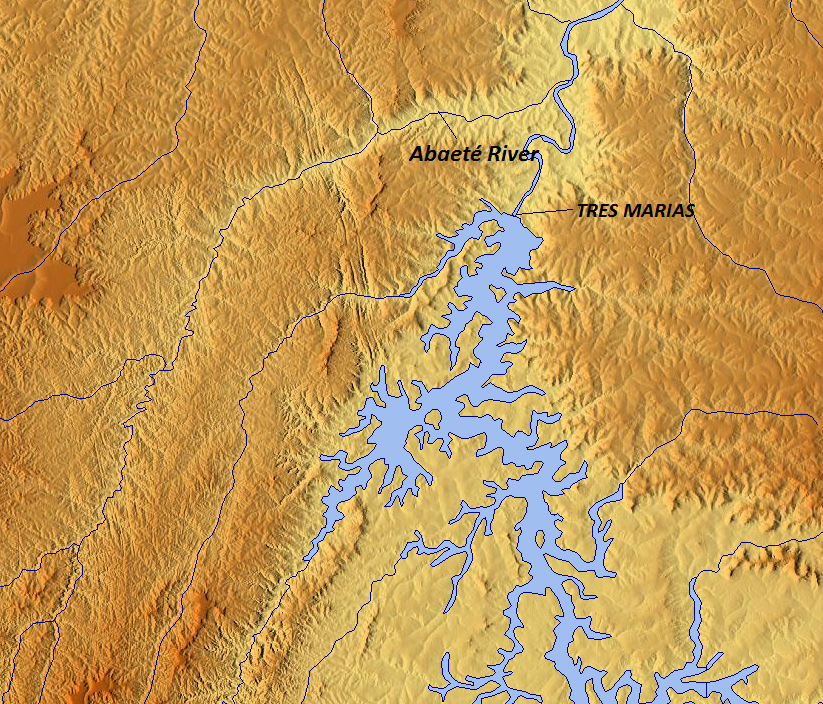
Mapa do rio Abaeté

O rio Abaeté é curso de água do estado brasileiro de Minas Gerais. Sua nascente localiza-se no limite entre os municípios de Rio Paranaíba e São Gotardo. É um dos afluentes da margem esquerda do São Francisco. A área do Pontal na foz deste curso é um importante local de desova de peixes.

## Geografia
O Abaeté flui por 270 quilômetros até desaguar no rio São Francisco a uma vazão média de 95,7 metros cúbicos por segundo, percorrendo nove municípios mineiros:
- São Gotardo
- Rio Paranaíba
- Matutina
- Arapuá
- Tiros
- Carmo do Paranaíba
- Patos de Minas
- Varjão de Minas
- São Gonçalo do Abaeté

Sua largura varia entre 61 e 150 metros. É um rio das terras altas, contendo sedimentos de argila.

## Geologia
Conhecido por suas minas de diamantes, que foram descobertas no rio durante o período de 1780-85. Vários dos maiores diamantes encontrados no Brasil se originaram no local, embora pedras de qualidade média ou baixa sejam mais comuns. Um diamante, conhecido como o brilhante Abaeté, foi descoberto no rio em 1791, enquanto um grupo de homens estava à procura de ouro.
Além de granadas, ouro, irídio, jaspers, ósmio e platina, o cascalho contém trinta outros minerais. A platina livre de paládio encontrada no rio Abaeté é fortemente magnética e rica em ferro.